# 中井町中央公園野球場
中井町中央公園野球場（なかいまちちゅうおうこうえんやきゅうじょう）は、神奈川県足柄上郡中井町の中央公園にある野球場。施設は中井町が所有・運営管理を行っている。1998年のかながわ・ゆめ国体に合わせて開場した。
プロ野球・イースタン・リーグ（横浜DeNAベイスターズ主催試合）、首都大学野球、神奈川大学準硬式野球で使用される。
2020年よりベースボール・チャレンジ・リーグ（ルートインBCリーグ）の神奈川フューチャードリームスが公式戦を開催している。

## 歴史
2007年6月、第36回日米大学野球選手権大会日本代表の選考合宿（3日目）に使用された。
2017年11月1日より、学校法人国際学園と命名権契約を結び、「星槎中井スタジアム」の愛称が名づけられた。中井町内施設のネーミングライツ（命名権）第1号である。

## 野球試合以外での使用
2014年、日本テレビのドラマ『弱くても勝てます』のロケに使われた。
また、2015年以降はスタジアムマルシェや野外シネマの会場として使用されている。

## 施設概要
- 両翼：97.6m、中堅：122m
- 内野：土、外野：天然芝
- 収容人員：2,000人 
  - 内野：916人（セパレート席）、外野：1084人（芝生）
- スコアボード：得点部のみ磁気反転式、その他は手書き式

## 交通
- JR東海道線二宮駅より神奈川中央交通バス『中井町役場入口』行き（30分）終点下車、徒歩10分
- 小田急小田原線秦野駅より神奈川中央交通バス『中井町役場入口』行き（20分）『中井中学校前』下車、徒歩5分
- 東名高速道路秦野中井インターチェンジより5分
- 小田原厚木道路二宮インターチェンジより10分
  - 駐車場 - 大型車8台・普通車106台・軽自動車6台